# Festival de la fiction TV de La Rochelle 2007
La 9e édition du Festival de la fiction TV s'est déroulée à La Rochelle, du 12 au 16 septembre 2007.  C'est la première fois que le festival a lieu à La Rochelle.  Les précédentes éditions se sont déroulées à Saint-Tropez. 
Vingt-quatre œuvres de fictions ont été en compétition, ainsi que 12 œuvres européennes.  Un hommage a également été rendu au Commissaire Maigret, personnage imaginé par Georges Simenon, souvent adapté à l'écran, à l'occasion des 75 ans de sa première apparition.

## Jury
Le jury était composé de :
- Francis Huster (président), comédien
- Laurence Boccolini, comédienne et animatrice
- Julie Delarme, comédienne
- Sophie Deschamps, scénariste
- Jean-Louis Foulquier, comédien et animateur
- Ludmila Mikaël, comédienne
- Angélique Nachon, compositrice
- Raymond Vouillamoz (responsable de la sélection), journaliste et producteur

## En compétition
Les fictions suivantes étaient en compétition :

### Téléfilms unitaires
- Les Diablesses (France 3), d'Harry Cleven
- Les Cerfs-volants (France 3), de Jérôme Cornuau
- Le Lien (France 3), de Denis Malleval
- Monsieur Joseph (France 2), d'Olivier Langlois
- Enfin seul(s) (France 3), de Bruno Herbulot
- Sang froid (Arte), de Sylvie Verheyde
- Maman est folle (France 3), de Jean-Pierre Améris

### Mini-séries
- Les Enfants d'Orion (France 2), de Philippe Venault
- Vérités assassines (France 2), d'Arnaud Sélignac
- Ma fille est innocente (TF1), de Charlotte Brändström

### Séries de prime time
- Ondes de choc (France 3)
- Melting Pot Café (RTBF)
- Sur le fil (France 2)
- Les Bleus, premiers pas dans la police (M6)
- Section de recherches (TF1)

### Séries d'access/day time
- Pierre 41 (Canal +)
- Fais pas ci, fais pas ça (France 2)
- Duval et Moretti (M6)

### Programmes de jeunesse
- Cœur Océan - saison 2 (France 2)
- La Famille Cro (TF1)
- Déjà vu (France 2)

### Programmes courts
- Kaamelott (M6), de Alexandre Astier
- Water comédie (sans diffuseur), de Claude Dauguet
- Zinzins (sans diffuseur), de Clémentine Célarié

## Œuvres européennes
- Exodus - il sogno di ada (Italie - RAI 1)
- Jane Eyre (Royaume-Uni - BBC One)
- Every Color of the sea is cold (Islande)
- The Eagle (Danemark - DR TV)
- Cuéntame cómo pasó (Espagne - TVE)
- Bocage (Portugal - RTP 1)
- Beck the Scorpion (Suède)
- Shouf, shouf (Pays-Bas - Vara Televisie)
- Barbórka, la Sainte-Barbe (Pologne - TVP 1)
- Damage (Irlande - RTE)
- Das zweite Leben (Allemagne - ARD)
- Loafing & Camouflage : The series (Grèce - ERT)

## Présentés hors compétition
- La Lance de la destinée (M6)
- Le Pendu (Arte)
- L'Hôpital (TF1)
- L'Affaire Ben Barka (France 2)
- Autopsy (France 3)

## Palmarès
Le jury a décerné les prix suivants : 
- Grand prix du jury (Meilleur téléfilm unitaire de prime time) : Maman est folle
- Prix spécial du jury : Le Lien
- Meilleure mini-série : Ma fille est innocente
- Meilleure série de prime time : Les Bleus, premiers pas dans la police
- Meilleure série d'access/day time : Fais pas ci, fais pas ça
- Meilleur programme court : Water comédie
- Meilleur programme jeunesse : La Famille Cro
- Meilleure interprétation féminine : Isabelle Carré pour Maman est folle et Marthe Keller pour Le Lien
- Meilleure interprétation masculine : Daniel Prévost pour Monsieur Joseph
- Meilleur second rôle féminin : Claude Perron pour Les Cerfs-volants
- Meilleur second rôle masculin : Jacques Spiesser pour Le Lien
- Révélation : Anna Mihalcea pour Les Diablesses
- Meilleure réalisation : Sylvie Verheyde pour Sang froid
- Meilleur scénario : Jean-Pierre Améris et Olivier Adam pour Maman est folle
- Meilleure musique : Olivier Florio pour Les Cerfs-volants
- Contribution artistique : Melting pot café et Pierre 41
- Coup de cœur de la meilleure fiction - Prix du jury jeunes - Conseil général de la Charente Maritime : Maman est folle
- Prix du public/TV Hebdo - Catégorie Séries : Plus belle la vie
- Prix du public/TV Hebdo - Catégorie Téléfilms :  Merci, les enfants vont bien